# Cryptolepis sanguinolenta
Cryptolepis sanguinolenta är en oleanderväxtart som först beskrevs av John Lindley, och fick sitt nu gällande namn av Rudolf Schlechter. Cryptolepis sanguinolenta ingår i släktet Cryptolepis och familjen oleanderväxter. Inga underarter finns listade i Catalogue of Life.